# Болнице шкотских жена са Србима у другим земљама (1916—1919)
Болнице шкотских жена са Србима у другим земљама (1916—1919) пратиле су српску војску у Грчкој, на солунском фронту, Русији Румунији и Корзици. Њихов рад одвијао се у неколико праваца и на више локација.

### Болница на Корзици
Сер Едвард Бојл у договору са др Мери Блер (Mary Blair), управницом Болнице шкотских жена на Корзици (енгл. The Scottish Women’s Hospital, the Corsica Unit), организовао је прихватни центар, у коме је пружена прва помоћ великом броју српских избеглица, који је стално растао, и достигао бројку од више хиљада, 
скрханих људи, међу којима многи нису могли да стоје, толико истрошених и изнурених, неки без ногу, други рањени, сви тужно запуштени, али сви одлучни, отресити до последњег. 
Центар је организован на основу заједнички договор да Српски потпорним фонд и Болница шкотских жена на Корзици 1916. години јединственим ангажовањем организуовала је збрињавање преко 6.000 српских избеглица евакуисаних са Солунског фронта. Помоћ је дошла и од представника француске владе, српског Црвеног крста.
Након договора донета је одлука: да Болница шкотских жена организује здравствену службу, а Српски потпорни фонд буде задужен за социјана питања и набавку болничке опреме и других потребштина. По том договору Болница шкотских жена на Корзици организовала је медицинску негу свих српских избеглица на Корзици, а Српски потпорни фонд је преузео рехабилитацију, како би се опоравили и вратити у живот људе, жене, децу која умиру... и опремање болнице свим немедиицинским потребштинама.

### Са Србима на фронту Русији и Румунији
На захтев српског посланика Бошковића Комитета федерација жена Шкотске, на челу са др Елси Инглис, прихватио се обавезе прикупљања новца, набавку опреме и окупљање особља за оснивање болнице у Добруџи у којој би се санитетски обезбеђивали Срби, добровољци у Русији. Због значаја овог задатка др Елси Инглис одлучује да сама предводи и руководи болницом, са којом је кренула на далеки пут септембра 1916. године.
Тако су поред припремања болница за српску војску на Солунском фронту, где се већ налазила „америчка јединица“ Болница жена Шкотске, и на фронту у Румунији, основанана и опремњена санитетским материјалом купљеним новцем сакупљеним у Америци — болница у Добруџи.
Борбе у Добруџи трајале су од краја августа до краја октобра 1916. године. За време ангажмана на фронту у Добруџи дивизија је учествовала у пет бојева. Августа и септембра 1916. на Добруџанском фронту вођене су ретко виђене крваве борбе. За кратко време погинуло је око 3.000 њених војника и официра, док је преко 6.000 било рањено или нестало. Једноставно, њен борбени састав био је преполовљен.
У Добруџу, је Болница шкотских жена била придружена Југословенској добровољацкој дивизији, која је била формирана у јулу 1916. године у Одеси од добровољаца, пореклом јужних Словена, највећим делом Срба, бивших војника аустро-угарске војске који су били заробљени или који су пребегли у руску војску.
У Меџидији је др Инглис ступила у везу са штабом дивизије и пуковником Хаџићем. Након консултација са њим донела је одлуку да болницу оснује у месту Булбул Мик са прихватилиштема за рањенике, из кога би се рањеници после примарне обраде рана упућивали у болницу у Меџидији, у касарни коју су јој руске војне власти ставиле на располагање. Поред болнице Шкотских налазила се и српска војна болница (Други српски лазарет), којој је тада Шкотске болница била формално прикључена. У болници која је била смештена одмах иза линије фронта Др Инглис је одржала велику дисциплину, како би за време редовних борби, тако и током страшног повлачења, када су болницу стално бомбардовали непријатељски авиони.
Шотланђанке су не жалећи своје животе, свакодневно, скупљале рањенике са првих борбених линија и превозили их у својим санитетским аутомобилима до болнице.
У моменту развијања болнице 3. октобра 1916. године рањеника је било око хиљаду. Првог дана рада, транспортна колона допремила је из превијалишта у Булбул Мику 102 тешка рањеника.
Због сталних промена на фронту и за болницу жена Шкотске наступају нове компликације, које истовремено погађају и болницу Црвеног крста Енглеске, под руководством др Чарлса Берија, која се налазила у близини. Како се стање на фронту и даље погоршавало др Инглис проширује рад превијалишта у Булбул Мику, која се тада означава као Болница број 2. А због појаве колере и опасности од епидемије у саставу болнице основано је и одељење за изолацију.
Дешавало се и нешто неочекивано јер руске војне власти, за своју војску, постепено ангажују све више капацитете болнице у Меџидији. Доктор Елси Инглис је због тога оштро протестовала код Руса наглашавајући да је болница жена Шкотске српска болница.
Када је 19. октобра 1916. године ситуација постала све тежа – а канонада топова све ближа болници, њен састав је 22. октобра донео одлуку да почне повлачење под најтежим околностима. У међувремену, руске снаге и своје болнице су повукле без икакве најаве, и Болницу шкотских жена са др Инглис на њеном челу ставиле у незавидну ситуацију — да поред збрињавања рањеника, премештају болницу и сачувају санитетски материјал допремљен из Енглеске.
У договору са Српске дивизијом, која су одлучили да оде на солунски фронт и тамо се придружи Србима, донета је одлука да се Болница шкотских жена врати у Велику Британију. Транспортом преко Архангелска у домовину се вратила болница на челу са др Елси Инглис – која је све више осећала како је издају резерве енергије (коју је и дотле једва имала), а малигна болест све више обузима. Све време њеног ангажовања за спас Српске дивизије и њено упућивање на Солунски фронт, др Елси Инглис прећуткивала своју болест и сваки могући спомен о болести, трпећи све време болове и тегобе за које је само она знала. Умрла је те године у Њукастлу.

### На Солунском фронту
Савезници су на југу Балканског полуострва 1916. организовали Солунски фронт. Рат је морао да се приведе крају, борбе су тек предстојале. Трећину снага на Солунском фронту чинили су излечени, опорављени, нахрањени, одевени и наоружани српски војници. Српски војни санитет, који је претрпео огромне губитке у току прве две године ратовања и епидемије пегавца, такође је реорганизован.
У помоћ су стигле, поново и биле прве, шкотске жене са три болнице и транспортном јединицом. Дошле су и санитетске мисије из других делова Комонвелта: из Аустралије, Новог Зеланда, Канаде. Стигло је укупно 60 жена, почев од болничарки и возача санитетских возила до лекара и хирурга. Биле су то одлично опремљене и возилима снабдевене транспортне јединице почев од болничарки и возача санитетских возила до лекара и хирурга, које су еузеле евакуацију рањеника из Горничевске битке и са Кајмакчалана.
У периоду 1915-1918. године на Солунском фронту и Егејској Македонији основане су три Болнице шкотских жена:
- Прво је у Грчку из Француске дошла са Источном француском војском Болница шкотских жена - јединица „Гиртон и Њунхам”, која је основала крајем 1915. године основала болницу у Солуну.
- У септембру 1916. године из Енглеске је стигла друга болница под називом Болница шкотских жена - јединица „Америка”. Она је је основала болницу у Острову (данас Арнис) у близини Едесе.
- Коначно, у марту 1918. стигла је у Солун и трећа болница, позната под називом Болница шкотских жена - јединица „др Елси Инглис”. Ова јединица је дошла се Источни фронт из Добруце (на руско-румунској граници). Након Октобарске револуције и руског повлачења из рата, јединица је морала брзо изаћи из тог подручја и вратити се у Енглеску, да би се почетком 1918. године након припреми нова мисија, ова јединица сада под називом Болница шкотских жена - јединица „др Елси Инглис” - придружила српским снагама у Егејској Македонији и ушла у састав посебне Југословенске дивизије коју су чинили југословенски добровољци, углавном Словенци и Хрвати.[9]

### Меморијална болница у Саланшу
Меморијална болница (Tuberculosis Sanatorium for Serbs at Sallanches, Haute Savoie) била је десета болница са санаторијумом, у ланцу од 14 болница шкотских жена, намењена српским студентима и избеглицама оболелим од туберкулозе. Болница се налазила у Француској, испод Монбланa, у близини швајцарске границе, у малом градићу Саланш (Sallanches).
Кадровска структура
Лекари — др Матилда Макфејл (Dr. Matilda Alexandrina Macphail, 1860–1946) и др Маријан Тереза Булок (Dr. Marian Theresa Bullock, 1877–1956), истовремено и руководиоци болнице.
Главне медицинске сестре — Етел Мод (Miss Ethel Maude) и Мери Доналдсон (Miss Mary Steuart Donaldson),
Апотекарица — Ела Моли Ертон (Miss Ella Molloy Ayrton)
Домаћица болнице — госпођа Мери Милн (Mrs. Mary Milne).
Период рада, намена и капацитет
Болница шкотских жена која је у Саланшу радила је од марта 1918. до јуна 1919. године, све време функционисал као санаторијум, углавном намењена рековалесцентима.
Болнице је првобитно имал 100 постеља, али је због све већих потреба њен смештајни капацитет је до престанка рада повећан на 150. постеља.

## Крај рата и престанак рада Болнице шкотских жена
Године 1918. Велики рат је ушао у своју завршницу. Када је пробијен Солунски фронт, српски војници су се незадрживо кретали у ослобађање Србије. За 45 дана прешли су 750 километара и успут ослобађали део по део српске земље. У стопу су их пратиле транспортне јединице Болница шкотских жена.
Првог новембра 1918. Дунавска дивизија Прве армија под командом војводе Петра Бојовића ослободила је Београд. Велики рат је приведен крају. Првог децембра 1918. регент Александар Карађорђевић проглашава уједињење Србије у Краљевство Срба, Хрвата и Словенаца.
Након завршетка Великог рата почетком 1919. године Болнице шкотских жена су расформиране. Највећи део њених припадница се вратио у своје матичне државе, док су поједини чланови тих мисија наставили да се баве хуманитарним активностима у Србији. Оснивали су болнице и сиротишта, бринули се о деци и инвалидима, остављали задужбине у новцу и опреми, школовали ђаке, стипендирали жене лекаре.
Затечена средства предата су новооснованом Меморијалном фонду Елси Иглиас (Elsie Inglis Memorial Fund), којем су више година касније стизале бројне донације из целог света. Средства из овог фонда у Србији су послужила за изградњу болница и института (Спомен болница за жене на Дедињу, Лабораторија на Институт за физиологију у Београду итд).